# Kazachstanicus volgensis
Kazachstanicus volgensis är en insektsart som beskrevs av Franz Xaver Fieber 1869. Kazachstanicus volgensis ingår i släktet Kazachstanicus och familjen dvärgstritar. Inga underarter finns listade i Catalogue of Life.